# Ion Dosca
Ion Dosca (Bucovăţ, República Socialista Soviética da Moldávia, 2 de janeiro de 1955) é um jogador de damas brasileiras moldavo, grande mestre internacional desde 1996 e campeão mundial de 1999. Dosca também joga outras variantes de damas, como damas russas e pool checkers, e ganhou vários campeonatos nacionais em ambas.

## Carreira esportiva
Ion Dosca disputou competições juniores soviéticas desde os 12 anos. Aos 15 anos, ele venceu o campeonato juvenil de damas russas da RSS da Moldávia. No início da década de 1970, Dosca obteve as primeiras premiações em nível nacional. Em 1974, conquistou o seu primeiro título sênior na Moldávia e recebeu o título de Mestre em Esportes da União Soviética. Em 1980 e em 1990, Dosca venceu a Copa da URSS em damas russas e, em 1991, dividiu o primeiro lugar no último campeonato soviético de damas russas.
Ion Dosca obteve sucessos significativos a nível internacional. Além de vencer o campeonato mundial de damas brasileiras em 1999, também conquistou uma medalha de prata (em 1996) e três de bronze (em 1993, 2004 e 2007) nesse campeonato. Em 2008, nos Jogos Mundiais de Esportes Mentais, em Pequim, ele ganhou a medalha de prata, perdendo a final para o russo Oleg Dashkov.
Ion Dosca é 15 vezes campeão nacional da Moldávia em damas russas, e também ganhou o campeonato da Associação Americana de Pool Checkers em 2000. 
Dosca foi condecorado por sua vitória no campeonato mundial de 1999 e nomeado pela mídia local para o prêmio de personalidade esportiva do ano.

## Histórico nos principais torneios internacionais de damas brasileiras
| Ano  | Nível                              | Localização        | Torneio / match             | Resultado | Lugar |
| ---- | ---------------------------------- | ------------------ | --------------------------- | --------- | ----- |
| 1993 | Campeonato Mundial                 | Águas de Lindóia   | Torneio                     | 21/36     | 3—4   |
| 1996 | Campeonato Mundial                 | Belo Horizonte     | Torneio                     | 20/30     | 2     |
| 1997 | Campeonato Mundial                 | Quixinau           | Match contra A. Shvartsman  | +0=9-3    | 2     |
| 1999 | Campeonato Mundial                 | São Caetano do Sul | Torneio                     | 18/26     | 1     |
| 2004 | Campeonato Mundial                 | Ubatuba            | Torneio                     | 10/18     | 3     |
| 2007 | Campeonato Mundial                 | Saarbrücken        | Torneio                     | 15/22     | 3     |
| 2008 | Jogos Mundiais de Esportes Mentais | Pequim             | Torneio (Suíço + mata-mata) | +4=3-0    | 2     |
| 2008 | Campeonato Mundial                 | Recife             | Torneio (Suíço + mata-mata) | 8/14      | 9—12  |